# Mélusine von der Schulenburg
Pour les articles homonymes, voir Schulenburg (homonymie).
Ehrengard Mélusine von der Schulenburg, née le 25 décembre 1667 à Emden dans la principauté archiépiscopale de Magdebourg et morte le 10 mai 1743, est la principale maîtresse du roi George Ier de Grande-Bretagne.

## Biographie
Son père est Gustavus Adolphus, baron von der Schulenburg, conseiller privé du prince-électeur de Brandebourg. Son frère est le maréchal Johann Matthias von der Schulenburg, et Dorothea von Velen sa cousine germaine.
Demoiselle d'honneur de Sophie de Hanovre, elle devient la maîtresse de son fils, le prince-électeur de Hanovre Georges Louis. George Louis devient électeur de Brunswick-Lunebourg en 1698, puis roi de Grande-Bretagne (en tant que « George Ier ») en 1714.
Mélusine s'installe avec lui en Angleterre. Le 18 juillet 1716 elle est nommée duchesse de Munster, marquise de Dungannon, comtesse de Dungannon et baronne de Dundalk, dans la Pairie d'Irlande. Le 19 mars 1719 elle est nommée duchesse de Kendal, comtesse de Feversham et baronne de Glastonbury, dans la Pairie de Grande-Bretagne. En 1723, Charles VI, empereur du Saint Empire romain, la nomme princesse de Eberstein. Cette dernière création appuie la théorie selon laquelle elle avait épousé le roi en secret. Robert Walpole dit d'elle qu'elle était « reine d'Angleterre comme personne ne l'a été » (l'épouse officielle de George, Sophie, est alors en prison depuis leur divorce en 1694).
La duchesse de Kendal est alors une femme crainte, qui use de son influence auprès du roi. En Angleterre, elle vit principalement à Isleworth, dans le Middlesex. Elle obtient d'importantes sommes d'argent en vendant des titres ou des droits de brevet, notamment le privilège de fournir à l'Irlande de nouvelles pièces de monnaie en cuivre à William Woord, un marchand de Wolverhampton.
Après la mort de George, elle adopte un corbeau qu'elle dit être la réincarnation du roi. Elle meurt, non mariée, le 10 mai 1743.

## Descendance
| Nom                                    | Naissance | Mort | Notes                                                                         |
| -------------------------------------- | --------- | ---- | ----------------------------------------------------------------------------- |
| Anne-Louise-Sophie von der Schulenburg | 1692      | 1773 | Mariage en 1707 avec Ernst August Philipp von dem Bussche-Ippenburg           |
| Melusina von der Schulenburg           | 1693      | 1778 | Mariage en 1733 avec Philip Stanhope, 4e comte de Chesterfield ; pas d'enfant |
| Margerite-Gertrude von Oeynhausen      | 1701      | 1726 | Mariage en 1722 avec Albert-Wolfgang de Schaumbourg-Lippe ; deux enfants      |